# Tonya Edwards
Tonya LaRay Edwards (Flint, 13 marzo 1968) è un'ex cestista e allenatrice di pallacanestro statunitense, professionista nella ABL e nella WNBA.

## Carriera
È stata selezionata dalle Minnesota Lynx al primo giro del Draft WNBA 1999 (7ª scelta assoluta).

## Palmarès
- 2 volte campionessa NCAA (1987, 1989)
- NCAA Basketball Tournament Most Outstanding Player (1987)
- 2 volte campionessa ABL (1997, 1998)